# Dreiband-Saison 2014/15
Die Dreiband-Saison 2014/15 war eine Serie von Karambolage-Billardturnieren in der Disziplin Dreiband, die zwischen August 2014 und Juli 2015 stattfanden und vom Weltverband UMB sowie der Confédération Européenne de Billard (CEB) veranstaltet wurden.

## Allgemeines
Anders als bei der Snooker-Main-Tour, wo die Profi-Spieler von ihren Turniererfolgen leben müssen (bei gleichzeitig höheren Preisgeldern), sind beim Karambolage die Spieler noch im normalen Ligabetrieb eingebunden und stehen bei den Clubs/Vereinen (ähnlich wie Fußballer) unter Vertrag und werden von diesen bezahlt. Topspieler wie z. B. Martin Horn, Frédéric Caudron oder Torbjörn Blomdahl spielen oft europaweit für zwei oder mehr Vereine. Da sowohl der Weltverband Union Mondiale de Billard (UMB), als auch der europäische Kontinentalverband Confédération Européenne de Billard (CEB) in Europa beheimatet sind, wurde bei deren Gründung der Ligabetrieb berücksichtigt. Aus dieser Tatsache ergibt sich die relativ niedrige Turnieranzahl pro Jahr, im Vergleich zum Snooker. Die Vereine spielen, im Coupe d’Europe, vergleichbar mit der UEFA Champions League, noch ihre Besten aus.

## Ranglistenturniere
Bei den folgenden Turnieren wurden Ranglistenpunkte für die Welt- bzw. Europarangliste vergeben. Aufgeführt sind hier nur internationale Welt- und Europaturniere. Kontinentalturniere die von der amerikanischen Confederación Panamericana de Billar (CPB), der asiatischen Asian Carom Billiard Confederation (ACBC) oder der afrikanischen African Carom Confederation (ACC) durchgeführt wurden, sind hier nicht dargestellt.

### Herren
| Datum                        | Turnier                         | Ort               | Sieger            | Erg.              | Finalist              | Ref               |
| Einzelwettbewerbe            | Einzelwettbewerbe               | Einzelwettbewerbe | Einzelwettbewerbe | Einzelwettbewerbe | Einzelwettbewerbe     | Einzelwettbewerbe |
| ---------------------------- | ------------------------------- | ----------------- | ----------------- | ----------------- | --------------------- | ----------------- |
| 8. bis 14. September 2014    | Dreiband-Weltcup 2014/3         | Porto             | Dick Jaspers      | 40:39             | Roland Forthomme      | [ 1 ]             |
| 6. bis 12. Oktober 2014      | Dreiband-Weltcup 2014/4         | Guri              | Eddy Merckx       | 40:22             | Frédéric Caudron      |                   |
| 10. bis 15. November 2014    | Dreiband-Weltcup 2014/5         | Medellín          | abgesagt          | abgesagt          | abgesagt              | [ 2 ]             |
| 26. bis 30. November 2014    | Dreiband-Weltmeisterschaft 2014 | Seoul             | Choi Sung-won     | 40:37             | Torbjörn Blomdahl     |                   |
| 7. bis 13. Dezember 2014     | Dreiband-Weltcup 2014/5         | Hurghada          | Marco Zanetti     | 40:23             | Kang Dong-koong       |                   |
| Mannschaftswettbewerbe       |                                 |                   |                   |                   |                       |                   |
| 26. Februar bis 1. März 2015 | Team-WM                         | Viersen           | Belgien           | 2:0               | Südkorea              |                   |
| 29. bis 31. Mai 2015         | Coupe d’Europe                  | Istanbul          | A.E.J./Dallinga   | 4:0               | Billard Club Andernos |                   |

### Damen
| Datum                    | Turnier  | Ort   | Sieger                | Erg.  | Finalist       | Ref |
| ------------------------ | -------- | ----- | --------------------- | ----- | -------------- | --- |
| 24. bis 26. Oktober 2014 | Damen-WM | Sinop | Therese Klompenhouwer | 25:15 | Yuko Nashimoto |     |

### Junioren
| Datum                      | Turnier     | Ort      | Sieger          | Erg.  | Finalist      | Ref   |
| -------------------------- | ----------- | -------- | --------------- | ----- | ------------- | ----- |
| 18. bis 21. September 2014 | Junioren-WM | Sluiskil | Adrien Tachoire | 35:25 | Cho Myung-woo | [ 3 ] |

## Einladungsturniere
Bei diesen Turnieren werden grundsätzlich keine Ranglistenpunkte vergeben, einzige Ausnahme ist die Verhoeven Open/USA, bei denen US-Spieler Punkte für die USBA-Rangliste erhalten.

### Herren
| Datum                     | Turnier                  | Ort      | Sieger        | Erg.  | Finalist    | Ref |
| ------------------------- | ------------------------ | -------- | ------------- | ----- | ----------- | --- |
| 21. bis 23. November 2014 | Lausanne Billard Masters | Lausanne | Marco Zanetti | 40:36 | Martin Horn |     |
| ??                        | ANAG Billard Cup         | Olmütz   |               |       |             |     |

## Nationale Turniere
| Datum                     | Turnier                       | Ort           | Sieger            | Erg.  | Finalist        | Ref |
| ------------------------- | ----------------------------- | ------------- | ----------------- | ----- | --------------- | --- |
| 21. bis 23. November 2014 | Deutsche Meisterschaft        | Bad Wildungen | Christian Rudolph | 40:38 | Andreas Niehaus |     |
|                           | Schweizer Meisterschaft       |               |                   |       |                 |     |
|                           | Österreichische Meisterschaft |               |                   |       |                 |     |